# Pecado Mortal (filme)
Pecado Mortal é um filme brasileiro, produzido em 1970, do gênero drama e dirigido por Miguel Faria Jr..

## Enredo
A família de um dono de matadouro entra em decadência financeira e moral, e surgem casos de lesbianismo, adultério, incesto, suicídio. Os cortes da censura da ditadura interromperam a sequência lógica e dificultam a compreensão, tornando-o de difícil apreciação.

## Elenco
- Fernanda Montenegro ...Dona Fernanda
- José Lewgoy ...Dr. José
- Anecy Rocha ...Anecy
- Suzana de Moraes ...Tia Susana
- Renato Machado ...Renato
- Marina Montini ...Marina
- Rejane Medeiros ...Rejane
- Ivan Pontes ...Padre

## Curiosidades
- Foi o segundo filme do diretor Miguel Faria Jr. e um sucesso de crítica, tendo representado o Brasil no Festival de Veneza de 1970.

## Prêmios e Indicações
| Ano  | Premiação                      | Categoria               | Recipiente        | Resultado | Ref.  |
| ---- | ------------------------------ | ----------------------- | ----------------- | --------- | ----- |
| 1970 | Festival de Cinema de Brasília | Prêmio da crítica       | Miguel Faria Jr.  | Venceu    | [ 1 ] |
| 1970 | Festival de Cinema Brasileiro  | Prêmio Especial do Júri | José Lewgoy       | Venceu    | [ 1 ] |
| 1970 | Prêmio Governador do Estado    | Melhor Fotografia       | João Carlos Horta | Venceu    | [ 1 ] |
| 1970 | Prêmio Governador do Estado    | Melhor Ator             | José Lewgoy       | Venceu    | [ 1 ] |
| 1970 | Coruja de Ouro                 | Melhor Ator             | José Lewgoy       | Venceu    | [ 1 ] |
| 1970 | Festival de Cinema de Veneza   | Prêmio da Crítica       | Miguel Faria Jr.  | Venceu    | [ 1 ] |
| 1971 | Festival de Grenoble           | Melhor Filme            | Miguel Faria Jr.  | Venceu    | [ 1 ] |